# Alberto III de Namur
Alberto III de Namur (c. 1027 -?) foi conde de Namur, sucede ao pai em 1063. Pretendeu reclamar a herança do primo Godofredo III, Duque da Baixa-Lotaríngia em 1076, desafiando a sucessão de Godofredo de Bouillon, sitiando sem sucesso o seu castelo.
Entre 1071 a 1072 ajudou Riquilda de Hainaut, condessa de Flandres e Hainaut nas contendas que esta mantinha com Roberto I da Flandres (1035 — 12 de Outubro de 1093) "o Frísio" conde da Flandres.

## Relações familiares
Foi filho de Alberto II de Namur (1000 — 1064) e de Regelinda da Baixa-Lorena, filha de Gotelão I de Verdun, duque da Baixa-Lorena.
casou c. 1065 com Ida da Saxônia (? - 1102) (Viúva de Frederico da Baixa-Lorena), filha de Bernardo II da Saxónia e de Eilika de Nordgau de Schweinfurt, de quem teve:
1. Godofredo I de Namur (1068 - 1139), conde de Namur,
2. Henrique de Namur (1070 - 1138), conde de La Roche,
3. Frederico de Namur (? - 1121), Bispo de Liège de 1119 à 1121,
4. Alberto de Namur (? - 1122), conde de Jafa,
5. Alice de Namur (1068 - c. 1124), casada em 1083 com Otão II de Chiny (1065 - c. 1131), conde de Chiny.